# 2. okręg wyborczy w Maryland
Drugi okręg wyborczy w Maryland co dwa lata wybiera swojego przedstawiciela do Izby Reprezentantów Stanów Zjednoczonych. W 2008 roku w skład okręgu wchodzą części hrabstw Anne Arundel, Baltimore i Harford, oraz część miasta Baltimore. Przedstawicielem okręgu w 110. Kongresie Stanów Zjednoczonych jest demokrata, Charles Albert Ruppersberger III.

## Chronologiczna lista przedstawicieli
|    | Przedstawiciel                   | Data objęcia urzędu | Data opuszczenia urzędu | Partia polityczna      |
| -- | -------------------------------- | ------------------- | ----------------------- | ---------------------- |
| 1  | Joshua Seney                     | 4 marca 1789        | 6 grudnia 1792          |                        |
| 2  | William Hindman                  | 30 stycznia 1793    | 3 marca 1793            |                        |
| 3  | John Francis Mercer              | 4 marca 1793        | 13 kwietnia 1794        |                        |
| 4  | Gabriel Duvall                   | 11 listopada 1794   | 28 marca 1796           |                        |
| 5  | Richard Sprigg Jr.               | 5 maja 1796         | 3 marca 1799            |                        |
| 6  | John Chew Thomas                 | 4 marca 1799        | 3 marca 1801            |                        |
| 7  | Richard Sprigg Jr.               | 4 marca 1801        | 11 lutego 1802          |                        |
| 8  | Walter Bowie                     | 24 marca 1802       | 3 marca 1805            |                        |
| 9  | Leonard Covington                | 4 marca 1805        | 3 marca 1807            |                        |
| 10 | Archibald Van Horne              | 4 marca 1807        | 3 marca 1811            |                        |
| 11 | Joseph Kent                      | 4 marca 1811        | 3 marca 1815            |                        |
| 12 | John Carlyle Herbert             | 4 marca 1815        | 3 marca 1819            | Partia Federalistyczna |
| 13 | Joseph Kent                      | 4 marca 1819        | 6 stycznia 1826         |                        |
| 14 | John Crompton Weems              | 1 lutego 1826       | 3 marca 1829            |                        |
| 15 | Benedict Joseph Semmes           | 4 marca 1829        | 3 marca 1833            |                        |
| 16 | Richard Bennett Carmichael       | 4 marca 1833        | 3 marca 1835            |                        |
| 17 | James Alfred Pearce              | 4 marca 1835        | 3 marca 1839            | Partia Wigów           |
| 18 | Philip Francis Thomas            | 4 marca 1839        | 3 marca 1841            | Partia Demokratyczna   |
| 19 | James Alfred Pearce              | 4 marca 1841        | 3 marca 1843            |                        |
| 20 | Francis Brengle                  | 4 marca 1843        | 3 marca 1845            | Partia Wigów           |
| 21 | Thomas Johns Perry               | 4 marca 1845        | 3 marca 1847            | Partia Demokratyczna   |
| 22 | James Dixon Roman                | 4 marca 1847        | 3 marca 1849            | Partia Wigów           |
| 23 | William Thomas Hamilton          | 4 marca 1849        | 3 marca 1853            | Partia Demokratyczna   |
| 24 | Jacob Shower                     | 4 marca 1853        | 3 marca 1855            | Partia Demokratyczna   |
| 25 | James Barroll Ricaud             | 4 marca 1855        | 3 marca 1859            |                        |
| 26 | Edwin Hanson Webster             | 4 marca 1859        | lipiec 1865             |                        |
| 27 | John Lewis Thomas Jr.            | 4 grudnia 1865      | 3 marca 1867            |                        |
| 28 | Stevenson Archer                 | 4 marca 1867        | 3 marca 1875            | Partia Demokratyczna   |
| 29 | Charles Boyle Roberts            | 4 marca 1875        | 3 marca 1879            | Partia Demokratyczna   |
| 30 | Joshua Frederick Cockey Talbott  | 4 marca 1879        | 3 marca 1885            | Partia Demokratyczna   |
| 31 | Frank Thomas Shaw                | 4 marca 1885        | 3 marca 1889            | Partia Demokratyczna   |
| 32 | Herman Stump                     | 4 marca 1889        | 3 marca 1893            | Partia Demokratyczna   |
| 33 | Joshua Frederick Cockey Talbott  | 4 marca 1893        | 3 marca 1895            | Partia Demokratyczna   |
| 34 | William Benjamin Baker           | 4 marca 1895        | 3 marca 1901            | Partia Republikańska   |
| 35 | Albert Alexander Blakeney        | 4 marca 1901        | 3 marca 1903            | Partia Republikańska   |
| 36 | Joshua Frederick Cockey Talbott  | 4 marca 1903        | 5 października 1918     | Partia Demokratyczna   |
| 37 | Carville Dickinson Benson        | 5 listopada 1918    | 3 marca 1921            | Partia Demokratyczna   |
| 38 | Albert Alexander Blakeney        | 4 marca 1921        | 3 marca 1923            | Partia Republikańska   |
| 39 | Millard Evelyn Tydings           | 4 marca 1923        | 3 marca 1927            | Partia Republikańska   |
| 40 | William Purington Cole Jr.       | 4 marca 1927        | 3 marca 1929            | Partia Demokratyczna   |
| 41 | Linwood Leon Clark               | 4 marca 1929        | 3 marca 1931            | Partia Republikańska   |
| 42 | William Purington Cole Jr.       | 4 marca 1931        | 26 października 1942    | Partia Demokratyczna   |
| 43 | Harry Streett Baldwin            | 3 stycznia 1943     | 3 stycznia 1947         | Partia Demokratyczna   |
| 44 | Hugh Allen Meade                 | 3 stycznia 1947     | 3 stycznia 1949         | Partia Demokratyczna   |
| 45 | William P. Bolton                | 3 stycznia 1949     | 3 stycznia 1951         | Partia Demokratyczna   |
| 46 | James Patrick Sinnott Devereux   | 3 stycznia 1951     | 3 stycznia 1959         | Partia Republikańska   |
| 47 | Daniel Baugh Brewster            | 3 stycznia 1959     | 3 stycznia 1963         | Partia Demokratyczna   |
| 48 | Clarence Dickinson Long          | 3 stycznia 1963     | 3 stycznia 1985         | Partia Demokratyczna   |
| 49 | Helen Delich Bentley             | 3 stycznia 1985     | 3 stycznia 1995         | Partia Republikańska   |
| 50 | Robert Leroy Ehrlich Jr.         | 3 stycznia 1995     | 3 stycznia 2003         | Partia Republikańska   |
| 51 | Charles Albert Ruppersberger III | 3 stycznia 2003     |                         | Partia Demokratyczna   |